# Rucervus
Rucervus — рід оленів з Індії, Непалу, Індокитаю та китайського острова Хайнань. Єдиним представникам, які збереглися до наших днів є барасинга (R. duvaucelii) та олень Елду (R. eldii). Їм загрожує втрата середовища проживання та полювання; інший вид, олень Шомбургка (R. schomburgki), вимер у 1938 році. Види оленів, знайдені в межах роду Rucervus, характеризуються специфічною структурою рогів, де базальне розгалуження часто доповнюється додатковим маленьким зубцем, а середній зубець ніколи не присутній. Rucervus є стародавньою лінією оленів, яка разом із родом Axis є найдавнішим еволюційним випромінюванням підродини Cervinae.

## Доісторичні види
- †Rucervus ardei (Croizet & Jobert, 1828) (пліоцен, Франція)
- †Rucervus colberti (Azzaroli, 1954) (третинний період, Шивалік, Гімалаї)
- †Rucervus gigans Croitor, 2018 (ранній плейстоцен, Греція)
- †Rucervus giulii (Kahlke, 1997) (ранній плейстоцен, Німеччина)
- †Rucervus radulescui Croitor, 2018 (ранній плейстоцен, Румунія)
- †Rucervus simplicidens (Lydekker, 1876) (третинний період, Шивалік, Гімалаї)
- †Rucervus verestchagini (David, 1992) (ранній плейстоцен, Молдова)